# Tištín
Tištín (en allemand : Tischtin) est un bourg (městys) du district de Prostějov, dans la région d'Olomouc, en République tchèque. Sa population s'élevait à 473 habitants en 2023.

## Géographie
Tištín se trouve à 5 km au sud-sud--ouest du centre de Němčice nad Hanou, à 19 km au sud-sud-est de Prostějov, à 33 km au sud d'Olomouc et à 216 km à l'est-sud-est de Prague.
La commune est limitée par Nezamyslice au nord, par Mořice, Pavlovice u Kojetína et Uhřice à l'est, par Prasklice et Koválovice-Osíčany au sud, et par Švábenice et Ivanovice na Hané à l'ouest.

## Histoire
La première mention écrite de la localité date de 1319.

## Galerie

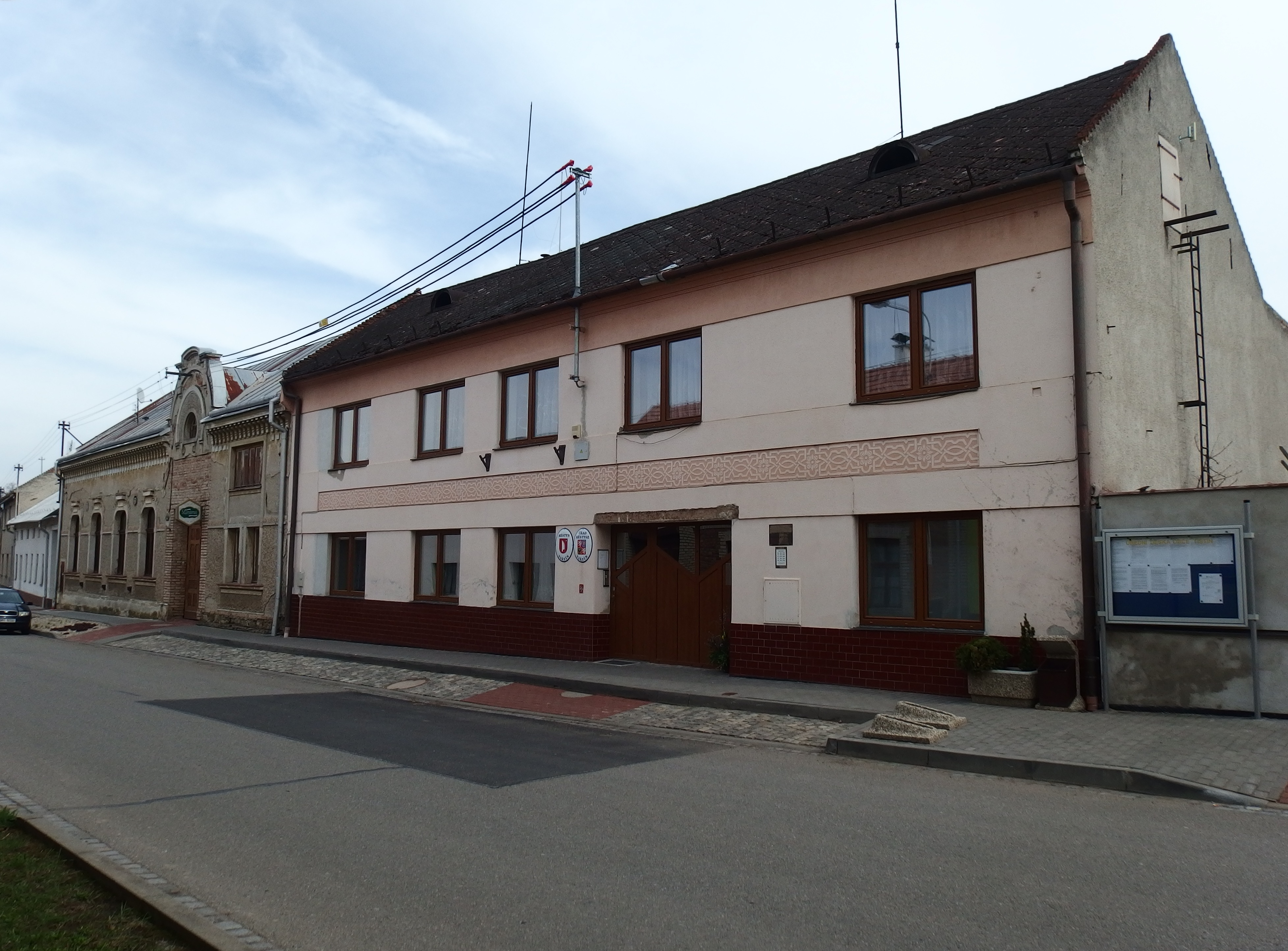
Tištín : la mairie.
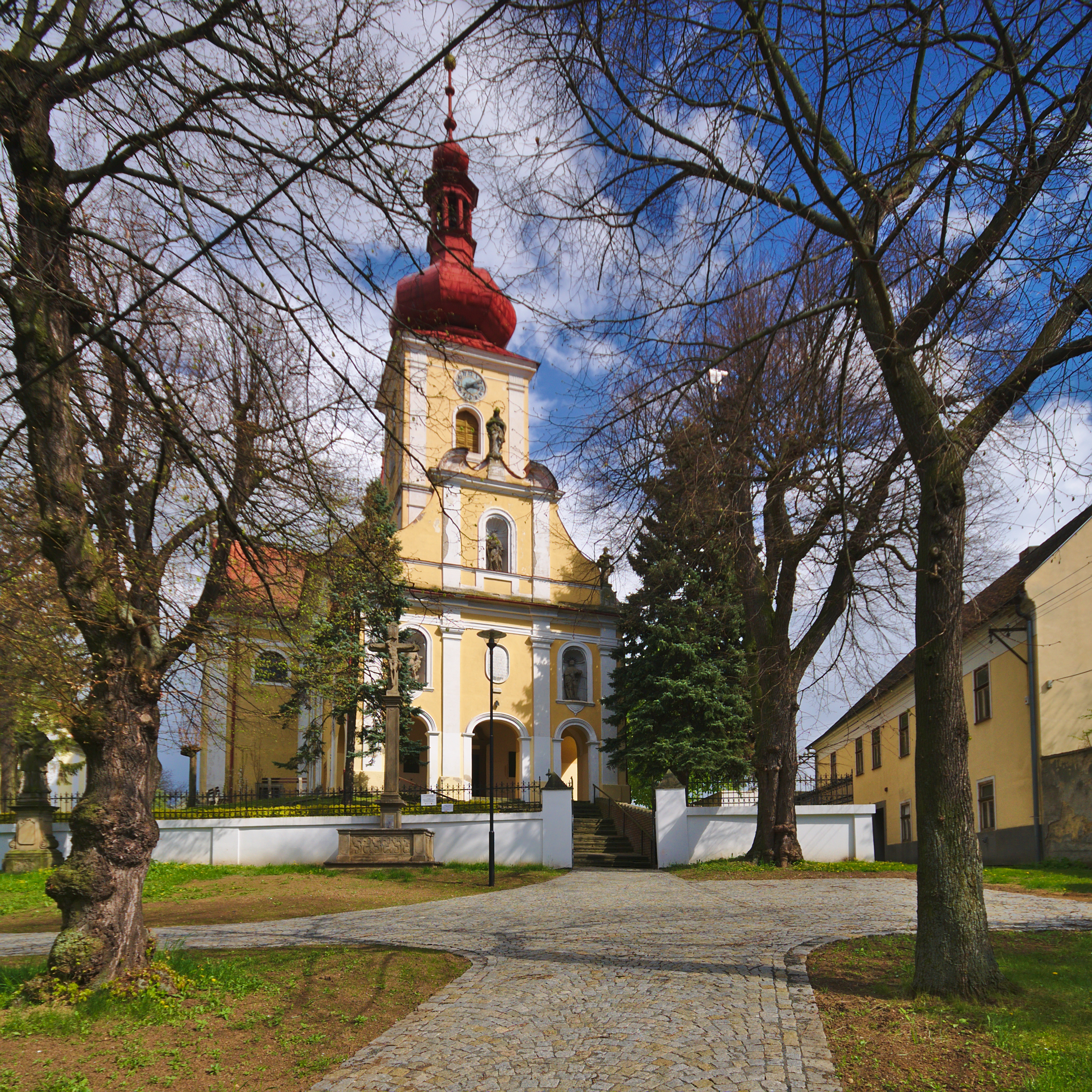
Église Saints-Pierre-et-Paul.

## Transports
Par la route, Tištín se trouve à 8 km de Němčice nad Hanou, à 24 km de Prostějov, à 41,5 km d'Olomouc et à 255 km de Prague.